# Casparis Haanen

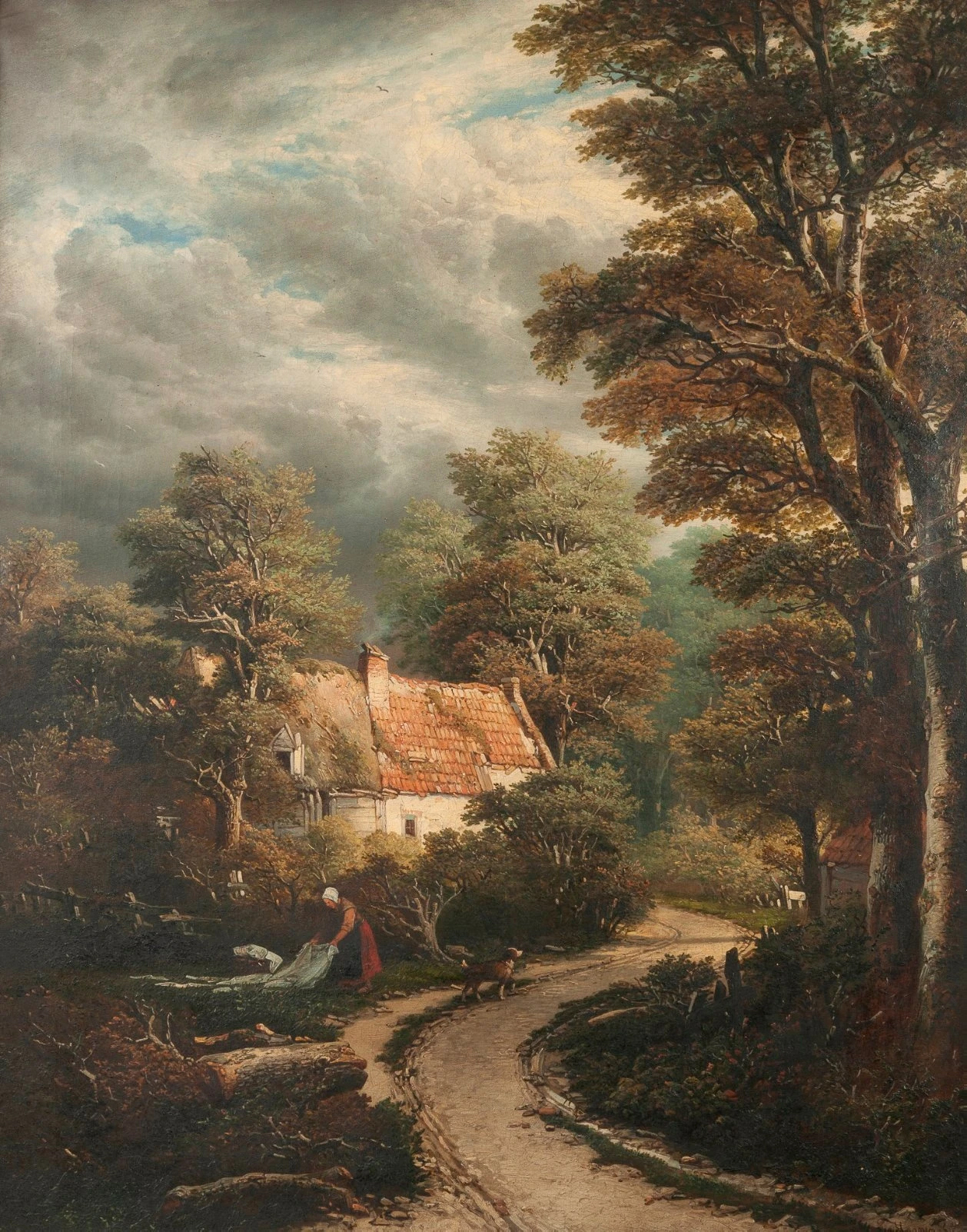
Belebte ländliche Dorfszene

Casparis Haanen (* 16. Juni 1778 in Bilzen; † 25. Januar 1849 in Amsterdam) war ein niederländischer Maler, Zeichner und Scherenschneider sowie Kunsthändler.
Neben der Malerei beschäftigte er sich auch mit Scherenschnitten, restaurierte auch alte Gemälde.
Haanen lebte und arbeitete bis um 1830 in Utrecht. Die Jahre von 1812 bis 1814 verbrachte er in Oosterhout in der Provinz Brabant. Er zog um 1830 nach Amsterdam.
Haanen heiratete Isabella Johanna Sangster. Das Ehepaar hatte vier Kinder, die ebenfalls Maler wurden.
- George Gillis Haanen (1807–1879)
- Elisabeth Alida Haanen (1809–1845)
- Remigius Adrianus Haanen (1812–1894)
- Adriana Johanna Haanen (1814–1895)

Van Haanens Arbeiten befinden sich in den Sammlungen des Rijksmuseums Amsterdam, des Rijksprentenkabinetts und des Kröller-Müller-Museums. Mehrere Exemplare seiner geschnittenen Silhouetten befinden sich in der Sammlung des Rijksprentenkabinetts.